# Lyon Turin Ferroviaire (entreprise)
Pour les articles homonymes, voir Lyon Turin Ferroviaire et LTF.
Ne doit pas être confondu avec Tunnel Euralpin Lyon Turin.
Lyon Turin Ferroviaire ou LTF SAS est une ancienne société chargée, entre 2001 et 2015, de réaliser les études et travaux de reconnaissance de la section transfrontalière franco-italienne de la liaison ferroviaire transalpine Lyon - Turin. La société Tunnel Euralpin Lyon Turin (TELT) lui succède en 2015.

## Historique
Avec un accord conclu entre la France et l'Italie en janvier 2001, qui est devenu traité, les gouvernements des deux pays s'engagent « à faire construire (…) les ouvrages de la partie commune italo-française nécessaires à la réalisation d'une nouvelle communication ferroviaire mixte marchandises/voyageurs entre Lyon et Turin » (extrait de l’accord, article 1).
Sur la base de cet accord, la société LTF est créée en octobre 2001, sous la forme d'une société par actions simplifiée binationale. Ses actionnaires à parts égales sont Réseau ferré de France (RFF) et Rete ferroviaria italiana (RFI).
Le montant de la section transfrontalière du Lyon-Turin est estimé à 8,5 milliards d'euros constants 2010. L'Union européenne a confirmé sa disponibilité pour un financement à hauteur de 40 %, les 60 % restant étant financés à 35 % par l’Italie et 25 % par la France.
En février 2015, la société TELT (Tunnel Euralpin Lyon Turin) succède à LTF.

## Activités
Un tunnel de base de plus de 50 km passant sous le massif d'Ambin constituera l'ouvrage majeur de cette section transfrontalière.
Selon les études menées par LTF, le portail ouest du grand tunnel de base se situera à Saint-Jean-de-Maurienne et débouchera à proximité de Suse, en Italie. Dans une seconde phase, un autre tunnel de 11 km, le tunnel de l'Orsiera, pourrait être réalisé dans le prolongement.